# Papyrus Oxyrhynchus 29
Papiros de Oxirrinco 29 ou Papyrus Oxyrhynchus 29 (P. Oxy. 29) é um fragmento do segundo livro dos Elementos de Euclides em grego. Foi descoberto por Grenfell e Hunt em 1897 em Oxyrhynchus. O fragmento foi originalmente datado do final do terceiro século ou início do século IV, embora estudos mais recentes sugiram uma data de 75 a 125 EC. O fragmento está alojado na biblioteca da Universidade da Pensilvânia (em um Museu Universitário, E 2748). O texto foi publicado por Grenfell e Hunt em 1898.

### Volumes sobre P.Oxy disponíveis noInternet Archive

#### Com tradução e notas por Grenfeel e Hunt
- The Oxyrhynchus papyri vol. I
- The Oxyrhynchus papyri vol. II
- The Oxyrhynchus papyri vol. III
- The Oxyrhynchus papyri vol. IV
- The Oxyrhynchus papyri vol. V
- The Oxyrhynchus papyri vol. VI
- The Oxyrhynchus papyri vol. X
- The Oxyrhynchus papyri vol. XII
- The Oxyrhynchus papyri vol. XIII
- The Oxyrhynchus papyri vol. XIV

#### Com tradução e notas por Hunt
- The Oxyrhynchus papyri vol. VII
- The Oxyrhynchus papyri vol. VIII
- The Oxyrhynchus papyri vol. IX